# Официален език
Официални езици са онези езици, които са определени да бъдат такива в конституциите на отделните държави, щати, съюзи и други териториални обединения . Официален език е също всичко, което се включва в официалните употреби на езика.
Повечето страни в света имат един официален език.  Страни, в които има само един официален език са например Албания, България, Германия, Литва и Франция. В някои други официалните езици са повече от един — в Афганистан, Беларус, Белгия, Боливия, Индия, Канада, Парагвай, Финландия, Швейцария, ЮАР.
В страни като Ирак, Испания и Италия има един официален език, но в някои важни части на тези страни има други официални езици. В някои страни като САЩ няма официален език, но някои американски щати са определили свой официален език. В Австралия, Еритрея, Люксембург, Тувалу и Швеция, както и в други страни, няма официален език.
В някои страни е много спорно това кой език в какъв контекст да бъде използван и това се е превърнало в проблем от политическо естество.